# Кристоф фон Волкенщайн
Кристоф фон Волкенщайн (на немски: Christoph von Wolkenstein; * 25 септември 1530; † 26 май 1600) е австрийски фрайхер от род Волкенщайн в Тирол.

## Произход
Той е единствен син на фрайхер Вайт фон Волкенщайн-Роденег (1506 – 1538) и съпругата му фрайин Сузана фон Велшперг (1512 – 1581), дъщеря на Паул фон Велшперг, господар в Ной-Разен († 1563) и Сузана Хутер фон Ванген. Роднина е на Николаус фон Волкенщайн (1587 – 1624), епископ на Кимзе (1619 – 1624).
През 1628 г. родът става имперски граф.
- Дворецът Пруг в Брук ан дер Лайта
- Дворец Роденег в Роденго

## Фамилия
Кристоф фон Волкенщайн се жени на 16 октомври 1549 г. в Тренто за Урсула фон Шпаур-Флавон (* 11 август 1532; † 22 февруари 1575), дъщеря на фрайхер Улрих фон Шпаур и Флафон (1495 – 1549) и Катерина ди Мадруцо († 1551). Te имат децата:
- Зигизмунд фон Волкенщайн-Роденег (* 22 октомври 1554, замък Пруг, Брук ан дер Лайта, Долна Австрия; † 18 март 1624), женен на 13 ноември 1580 г. в Браунег за фрайин Анна Хелена фон Фирмиан († 1602)
- Кристоф фон Волкенщайн-Роденег (* 12 октомври 1560, Брук; † 1616), женен на 16 февруари 1585 г. в Триент за Урсула ди Мадруцо († сл. 1626)
- Барбара фон Волкенщайн (1568 – 1636), омъжена за Ханс Каспар фон Кюнигл (1559 – 1633).

- вероятно и на Карл фон Волкенщайн (1557 – 1597), женен за Йохана Фугер (1558 – 1597)[3]